# Gunnera kauaiensis
Gunnera kauaiensis là một loài thực vật có hoa trong họ Dương nhị tiên. Loài này được Rock mô tả khoa học đầu tiên năm 1930.